# Bruguers (Gavà)
Bruguers és un poble del municipi de Gavà (Baix Llobregat), on està situada l'ermita de Bruguers.